# Aage Solbakk
Aage Agnar Solbakk (nordsamiska: Lemet-Jon Aage), född 1943 i Båteng (Fanasgieddi) i Tana kommun i Finnmark fylke, är en norsk-samisk författare och historiker. Han växte upp och har levt större delen av sitt liv i området kring Tanaälven.
Aage Solbakk utbildade sig till historiker med en kandidatexamen i historia och samiska. Han har under många år varit redaktör på samiska bokförlag och bland annat skrivit många läroböcker på nordsamiska. 
Han fick 2022 Språklyftspriset av Sametinget i Norge.